# West-Duits voetbalkampioenschap 1907/08
In 1907/08 werd het zesde voetbalkampioenschap gespeeld dat georganiseerd werd door de West-Duitse voetbalbond.
Duisburger SpV werd kampioen en plaatste zich voor de eindronde om de Duitse landstitel. De club versloeg eerst Eintracht Braunschweig en verloor daarna van de Stuttgarter Kickers.

## Deelnemers aan de eindronde
| Club                     | Gekwalificeerd als            |
| ------------------------ | ----------------------------- |
| BV Solingen 98           | Kampioen van Berg             |
| Casseler FV 1895         | Kampioen van Hessen           |
| SuS Schalke 1896         | Kampioen van Mark             |
| FC 1894 München-Gladbach | Kampioen van Noordrijn        |
| FC Teutonia Osnabrück    | Kampioen van Ravensberg/Lippe |
| Duisburger SpV           | Kampioen van Ruhr             |
| FC Alemannia Aachen      | Kampioen van Zuidrijn         |

## Kwartfinale
| Team 1                   | Uitslag | Team 2                |
| ------------------------ | ------- | --------------------- |
| FC 1894 München-Gladbach | 3:0     | FC Teutonia Osnabrück |
| Duisburger SpV           | 10:1    | VSuS Schalke 1896     |
| Casseler FV              | 8:1     | BV Solingen           |

Alemannia Aachen had een bye.

## Halve Finale
| Team 1                   | Uitslag | Team 2              |
| ------------------------ | ------- | ------------------- |
| FC 1894 München-Gladbach | 1:0     | FC Alemannia Aachen |
| Duisburger SpV           | 6:1     | Casseler FV 1895    |

## Finale
| Team 1         | Uitslag | Team 2                   |
| -------------- | ------- | ------------------------ |
| Duisburger SpV | 5:0     | FC 1894 München-Gladbach |